# Tracy (dal)
A Tracy a Mogwai egy, a Mogwai Young Team albumon szereplő dala.
Zenéjét Stuart Braithwaite, Dominic Aitchison és John Cummings szerezték az album felvételei során.
A számban szerepel egy-egy részlet két telefonhívásból; az egyik Stuart Braithwaite és a Jetset Records alkalmazottja, Will Simon; a másik pedig Martin Bulloch és a csapat akkori menedzsere, Colin Hardie között zajlott; ezek egy fiktív konfliktusról szóltak Braithwaite és Aitchison között. A dal különbözik a zenekar akkori „komoly gitárzenének” nevezett stílusától; a főleg gitár köré épülő, dinamikai kontrasztot felvonultató hangzás helyett inkább visszafogottabb, ostinato harangjátékot mutat be.
Kid Loco francia zenész 1998-ban a Lafayette Velvet Basementben Kid Loco's Playing with the Young Team Remix címmel remixelte a dalt; ez a változat szerepel a Kicking a Dead Pig: Mogwai Songs Remixed válogatásalbumon és a zenész saját, Jesus Life for Children Under 12 Inches összeállításlemezén is.

## Felvétel
A dal címét Tracy Chapmanről kapta; Fast Car című alkotása nagyban hasonlít a Tracy első változataira. A dalt a Mogwai Young Team megjelenése előtt kétszer mutatták be élőben: 1997. június 8-án a sheffieldi The Leadmillben és 1997. június 12-én a southamptoni The Joinersben; mindkét alkalom a 4 Satin középlemez bemutatására szolgált.
Az alkotást a dél-lanarkshire-i Hamiltonban található MCM Studiosban vették fel 1997 júliusában és augusztusában, a munkálatok utolsó heteiben; egyebek mellett a stúdióban készült korábbi kislemezeik nagy része is. A szám producere az együttes tagjai mellett Paul Savage, aki korábban sokat segített a zenekarnak a felvételben és keverésben.

## Leírás
A dal E-mollban, négynegyedes ütemmel játszódik. Először ambient gitárjáték és basszusgitár hallható, majd a hatodik másodpercben kezdődik az első hívás, amikor Stuart Braithwaite tanácsot kér Will Simontól, hogy mit tegyenek a stúdióban kialakult vita megoldása érdekében. Az 53. másodpercben lép be egy dobszóló két, először halkan, majd később erősebben szóló elektromos gitár kíséretében.
1:18-nál hallható először a fő szólam, amelyet hetedik C-, D- és G-dúrban, illetve E-mollban gitárral, basszusgitárral és harangjátékkal adnak elő. 3:28-nál a gitárok és a harangjáték elhalkulnak, mindössze a cintányér játssza tovább a dallamot, majd miután a tányér játéka is befejeződik, ambient gitárhangok hallhatóak. 4:30-nál kezdődik a második telefonbetyár hívás, ahol Martin Bulloch el akarja hitetni Colin Hardie-val, hogy Dominic Aitchison egy vita hevében megütötte Stuart Braithwaite-et, majd elment. Az ekkor egy fogadóirodában tartózkodó Hardie azt javasolta, hogy folytassák Paul Savage-dzsal a munkálatokat, és meg fogja keresni Braithwaite-et. A 7:04-ig tartó beszélgetést követően újra ambient gitárhangok játszódnak.

## Fogadtatás
A dal többnyire pozitív értékeléseket kapott. Lee Harvey, a Vox szerzője a visszafogott dinamikát méltatta: „[nem] tárulkozik ki, egy könnyed érintést [hagy]”. John Mulvey, a New Musical Express munkatársa a következőket írta: „a hosszú telefonbeszélgetés… a háttérben remek atmoszférát ad a Tracynek”. Bryan Adair a Prog Archivestől dicséretesnek találta, hogy a szám eltér az album többi dalától: „lassú, de gyönyörű… teljesen más dallamra [támaszkodik], mint az album többi alkotása”, illetve szerinte „[hasonlít] egy szomorú jelenet alatt szóló dalra”.
Brandon Wu, a Ground and Sky kritikusa szerint „a Tracy bárhol máshol… jó lenne, de itt majdhogynem felejtős”. Aaron Coleman, az Almost Cool szerzője szerint a dal dinamikája túlzottan visszafogott.

## Közreműködők

### Mogwai
- Stuart Braithwaite – gitár, monológ
- Dominic Aitchison – basszusgitár
- Martin Bulloch – dob, monológ
- John Cummings – gitár
- Brendan O'Hare – gitár, harangjáték

### Más zenészek
- Colin Hardie, Will Simon – monológ

### Gyártás
- Paul Savage – producer, keverés

## Fordítás
Ez a szócikk részben vagy egészben  a   Tracy (Mogwai song) című angol Wikipédia-szócikk ezen változatának fordításán alapul.  Az eredeti cikk szerkesztőit annak laptörténete sorolja fel. Ez a jelzés csupán a megfogalmazás eredetét és a szerzői jogokat jelzi, nem szolgál a cikkben szereplő információk forrásmegjelöléseként.